# Талмесинг
Талмесинг (њем. Thalmässing) град је у њемачкој савезној држави Баварска. Једно је од 16 општинских средишта округа Рот. Према процјени из 2010. у граду је живјело 5.242 становника. Посједује регионалну шифру (AGS) 9576148.

## Географски и демографски подаци
Талмесинг се налази у савезној држави Баварска у округу Рот. Град се налази на надморској висини од 418 метара. Површина општине износи 80,6 km². У самом граду је, према процјени из 2010. године, живјело 5.242 становника. Просјечна густина становништва износи 65 становника/km².